# Tahuata (comune)
Tahuata è un comune della Polinesia francese nelle isole Marchesi.
Il comune è composto dall'isola di Tahuata 61 km² e alcuni scogli minori (8 km²).
L'isola venne scoperta nel 1595 dall'esploratore spagnolo Álvaro de Mendaña de Neira.
Il comune è raggiungibile solo via nave da Hiva Oa, dato che non esiste alcun aeroporto.